# Foltos guvatfürj
A foltos guvatfürj (Turnix maculosus) a madarak osztályának lilealakúak (Charadriiformes) rendjébe, ezen belül a guvatfürjfélék (Turnicidae) családjába tartozó faj.

## Rendszerezése
A fajt Coenraad Jacob Temminck holland arisztokrata és zoológus írta le 1815-ben, a Hemipodius nembe Hemipodius maculosus néven. Régebben használták a Turnix maculosa nevet is.

## Alfajai
- Turnix maculosus beccarii Salvadori, 1875
- Turnix maculosus floresianus Sutter, 1955
- Turnix maculosus furvus Parkes, 1949
- Turnix maculosus giluwensis Sims, 1954
- Turnix maculosus horsbrughi Ingram, 1909
- Turnix maculosus kinneari Neumann, 1939
- Turnix maculosus maculosus (Temminck, 1815)
- Turnix maculosus mayri Sutter, 1955
- Turnix maculosus melanotus (Gould, 1837)
- Turnix maculosus obiensis Sutter, 1955
- Turnix maculosus salomonis Mayr, 1938
- Turnix maculosus saturatus W. A. Forbes, 1882
- Turnix maculosus savuensis Sutter, 1955
- Turnix maculosus sumbanus Sutter, 1955[2]

## Előfordulása
Ausztrália, Indonézia, a Fülöp-szigetek, Kelet-Timor, Pápua Új-Guinea és a Salamon-szigetek területén honos. Természetes élőhelyei a szubtrópusi és trópusi száraz és elárasztott gyepek, valamint szántóföldek.

## Megjelenése
Testhossza 16 centiméter, testtömege 23-51 gramm.

## Természetvédelmi helyzete
Az elterjedési területe nagyon nagy, egyedszáma ugyan csökken, de még nem éri el kritikus szintet. A Természetvédelmi Világszövetség Vörös listáján nem fenyegetett fajként szerepel.